# 弘南鉄道7000系電車

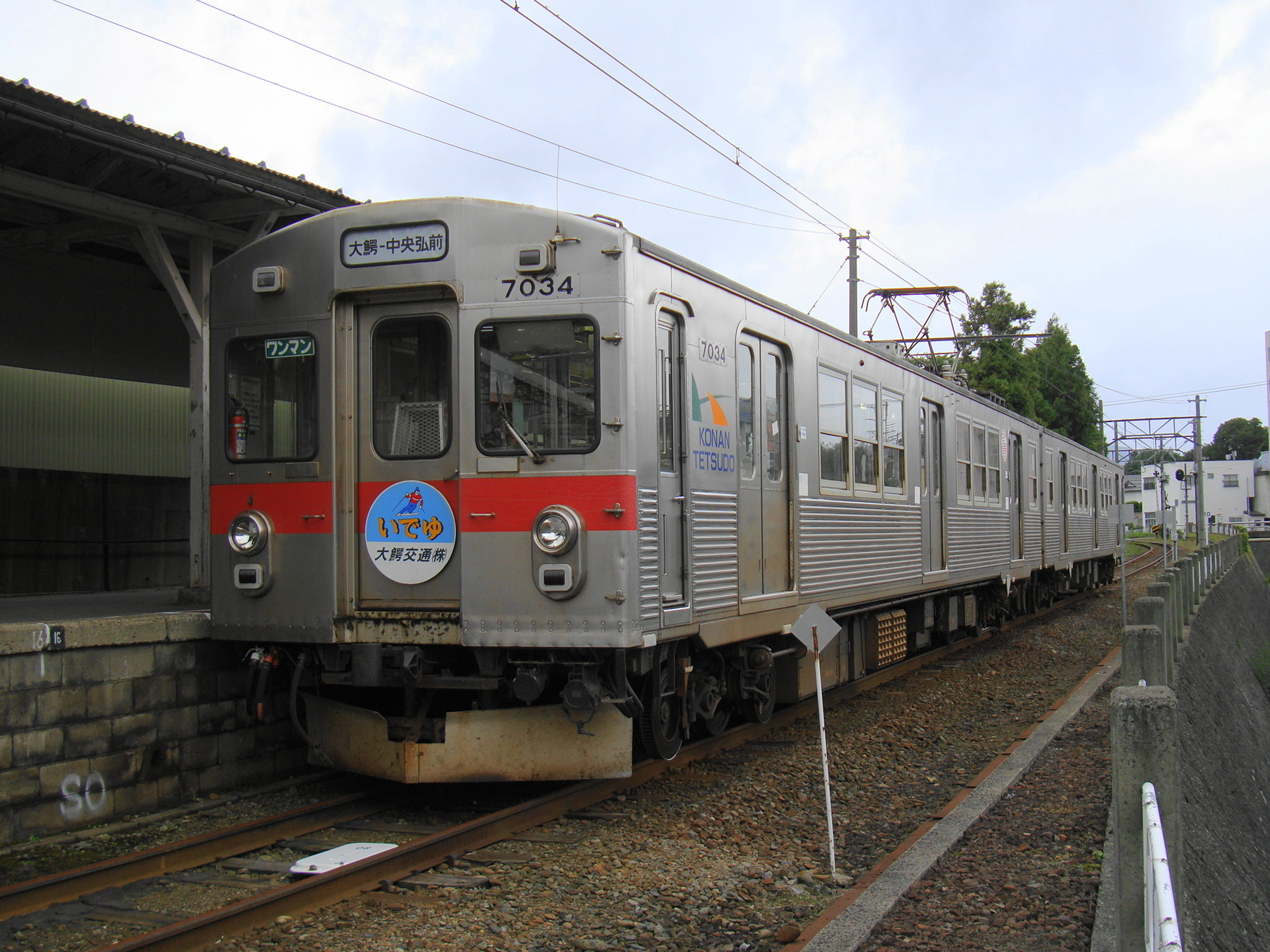
7000系（2010年9月28日）

弘南鉄道7000系電車（こうなんてつどう7000けいでんしゃ）は、弘南鉄道で使用されている直流電車である。
東京急行電鉄より7000系を譲受したもので、電気機器や運転台構造によって形式区分がされている。

## 概要
1988年以降、従来使用されていた旧国鉄17メートル旧形国電のモハ11形・クハ16形や旧東急デハ5400形のモハ108、旧東急3600系の代替用として導入された。
東急7000系には電気機器が東洋電機製のものと日立製のものがあり、東急時代両者は運用面で区別されていた。弘南鉄道では東洋電機製のものが弘南線にデハ7010形・デハ7020形およびデハ7100形・デハ7150形として、日立製のものが大鰐線にデハ7000形として配置されている。
既に全車両とも、東急在籍期間よりも弘南在籍期間の方が長くなっている。

## デハ7000形

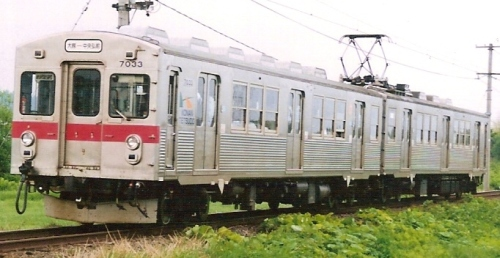
デハ7000形

東急時代と同番号の7031-7032・7033-7034・7037-7038・7039-7040の2両編成4本、計8両が譲渡された。東急時代先頭車デハ7000形だった車両。前述の通り機器は全て日立製のものである。なお、7035・7036は当初から欠番である。
1988年に6000系6005-6006とともに譲渡された、東急7000系の地方私鉄譲渡第一陣となった車両。大鰐線の弘南鉄道への経営譲渡後、弘南鉄道で使用されていた車両は、まず弘南線で使用され、後に大鰐線に配転される、という流れをたどっていた。この結果、大鰐線は当時同様に老朽化車両を抱えていた弘南線に比べても車両水準が低く、また雑多な形式が配置されている、という状態であった。このため、6000系・7000系は弘南鉄道では初めて大鰐線に優先配置されることとなった。
弘南鉄道入線時に回生ブレーキカット、寒冷地対策としてベンチレーターのカバー取り付け、暖房強化などの改造を受け、その後は1991年にワンマン化改造、1995年には車内保温対策として客扉の開閉ボタン設置を行い、現在まで大鰐線の主力として使用されている。

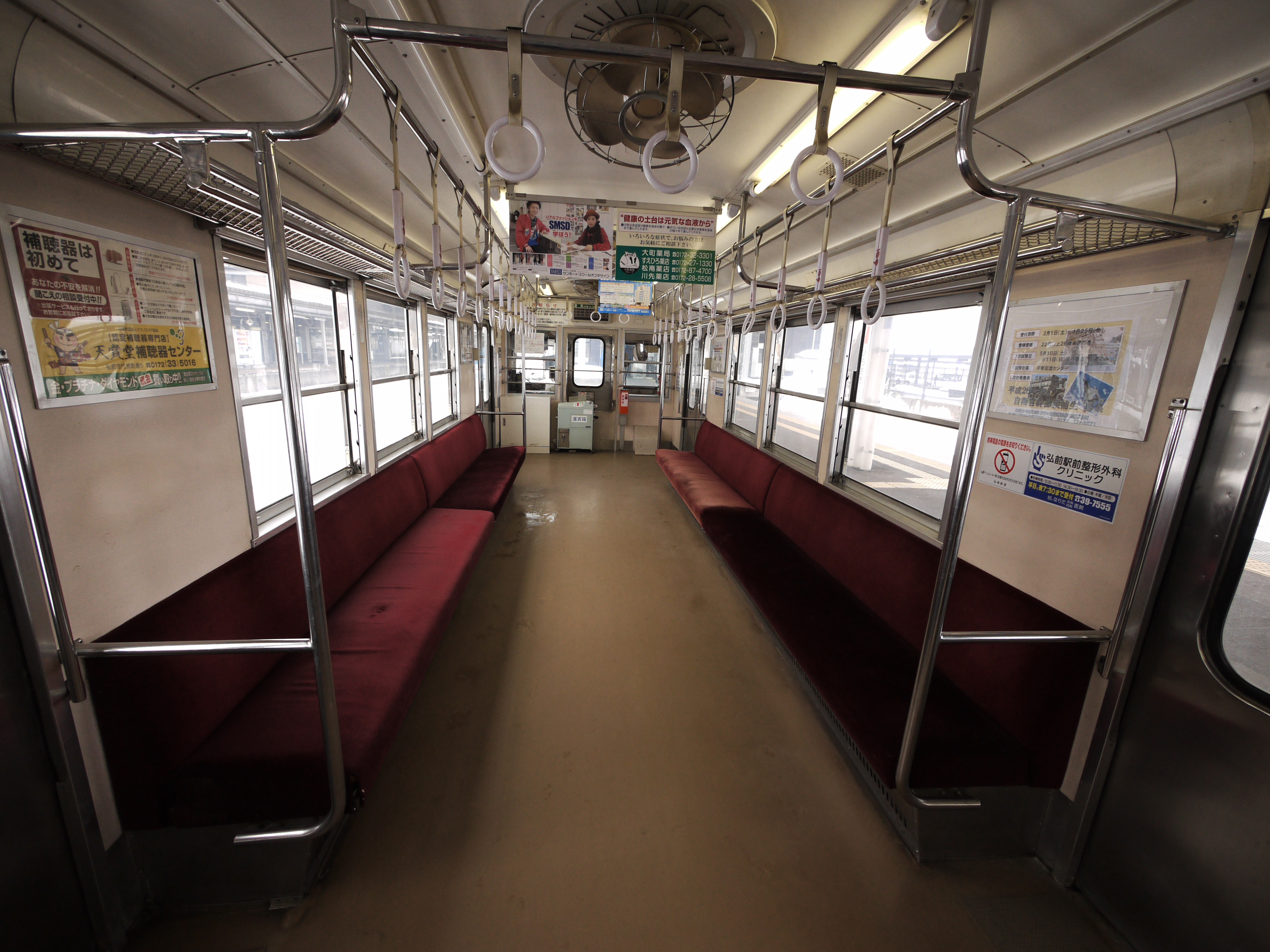
車内の様子
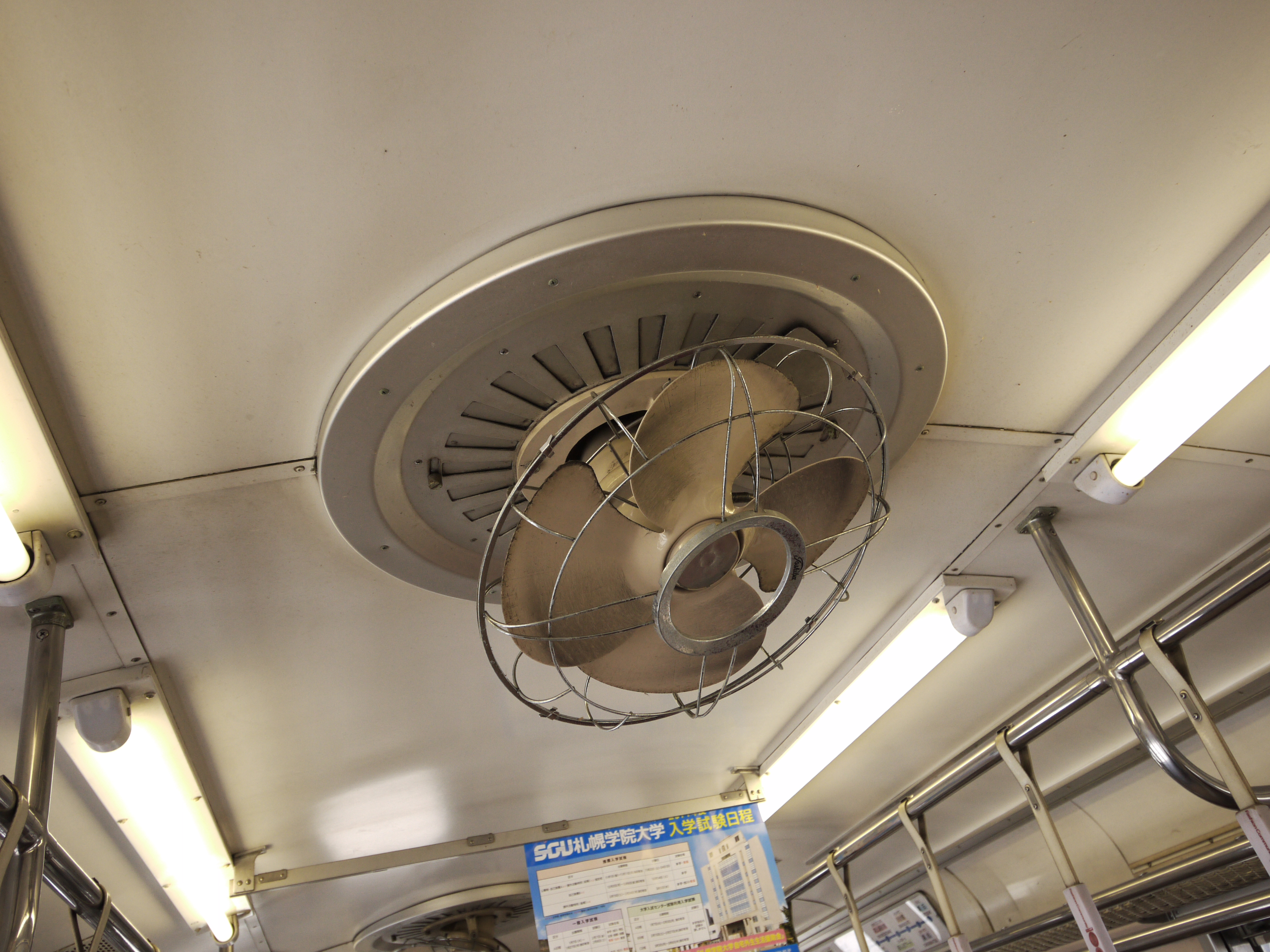
非冷房で扇風機が設置されている
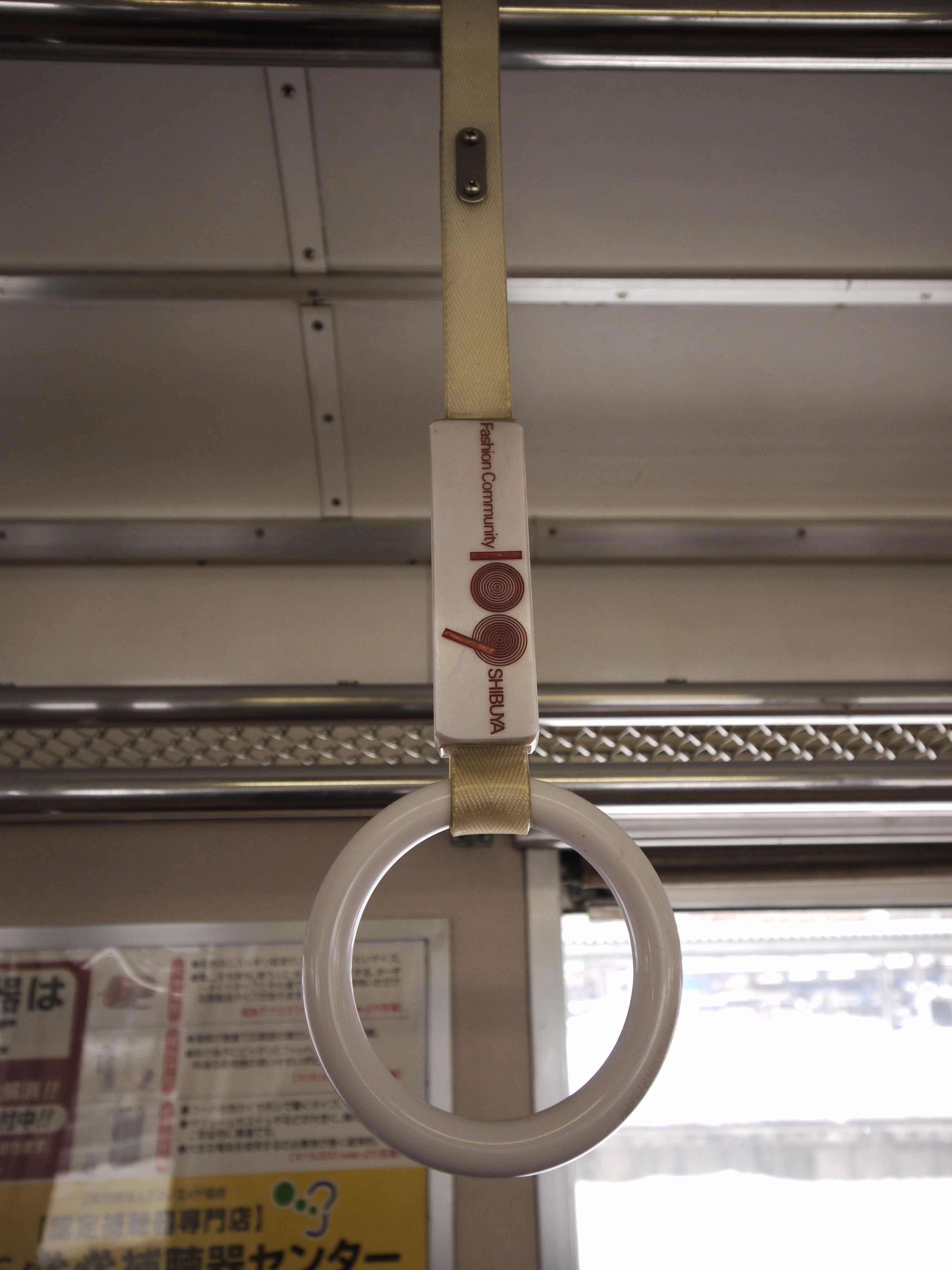
東急時代の面影を残すつり革
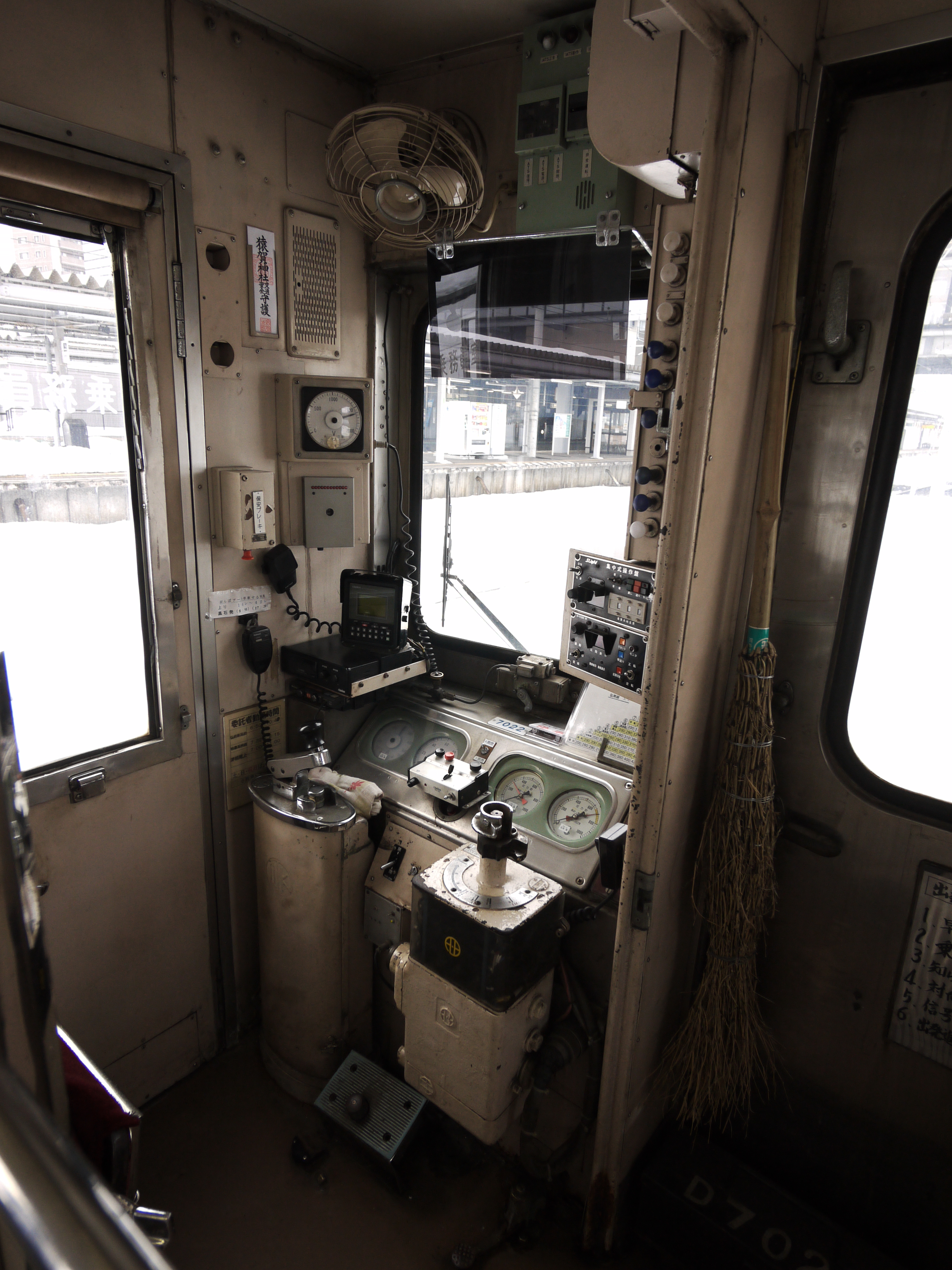
運転台

### ラッピング車等
2014年に7037-7038・7039-7040編成が、それぞれ1521系と旧標準色を模した前面ラッピングを施されて運行された。
2016年4月8日から2017年3月31日にかけて7033-7034編成が、弘前市が舞台のアニメ『ふらいんぐうぃっち』のラッピングを施されて運行された。また4月28日から9月末までは特別車内アナウンスも実施された。
2017年には7033-7034・7039-7040編成が、それぞれ水間鉄道7000系と秩父鉄道2000系タイプ（ともに元東急7000系）の前面デザインとなって運行されている。前者は水間鉄道とのコラボレーションによるものである。
2019年7月24日には7039-7040編成が、『桜ミク』のラッピングを施されて運行されている。

## デハ7010形・デハ7020形

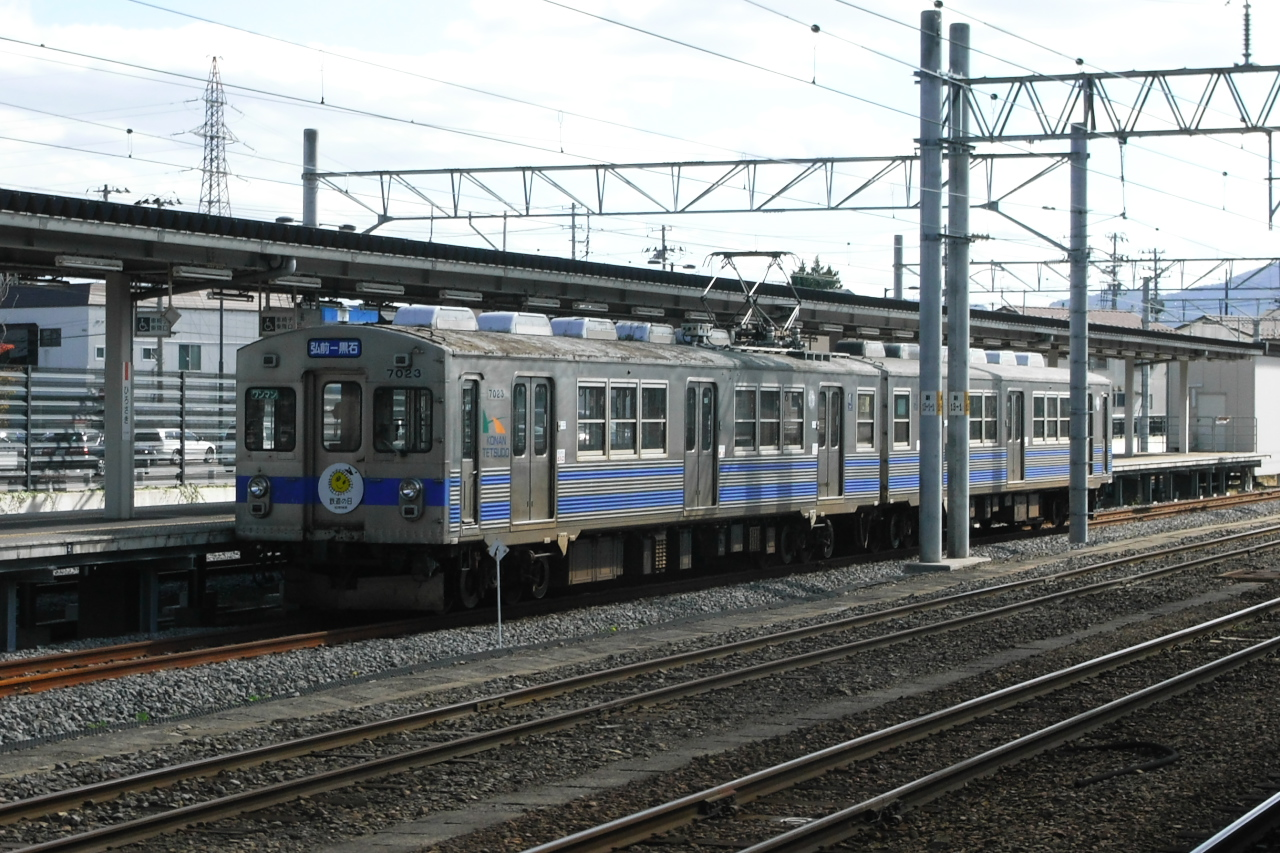
デハ7010形・デハ7020形

7011-7021・7012-7022・7013-7023の2両編成3本、計6両が譲渡された。デハ7010形は東急時代デハ7000形（奇数車）、デハ7020形はデハ7000形（偶数車）だった車両。
これまで弘南鉄道の東急からの譲受車は3400形・3600系・6000系・7000形のいずれも東急時代の番号で使用されたが、7010・7020形と7100・7150形では改番が行われている。
1989年に7011編成、1990年に7012編成・7013編成が入線している。入線時に7000形と同様の改造が行われ、1994年にワンマン化改造、1995年には客扉の開閉ボタン設置が行われている。

## デハ7100形・デハ7150形
| 1989年入線の7102編成 |  | 1990年入線の7105編成 |
| 1989年入線の7102編成 |  | 1990年入線の7105編成 |

7101-7151・7102-7152・7103-7153・7104-7154・7105-7155の2両編成5本が譲渡された。デハ7100形は東急時代中間車デハ7100形（奇数車）、デハ7150形はデハ7100形（偶数車）だった車両で、いずれも入線に際し、7000形、7010・7020形と同様の改造に加え、先頭車化改造がされている。なお、北陸鉄道の7200形同様、改造に際して方向幕は装備されなかった。このため、後年前面中央上部に方向幕状のステッカーが貼り付けられている（これは他の7000系も同様）。
1989年に7101・7102編成、1990年に7103・7104・7105編成が入線している。1990年入線分は前面窓周りに黒色シートが貼られ、連続窓風のデザイン処理とされた。1992年と1994年の2回に分けてワンマン化改造、1995年には客扉の開閉ボタン設置が行われている。
3600系に代わり弘南線の主力となったが、1997年8月25日に館田駅で発生した衝突事故により7104と7151が1999年に廃車され、現在は7101-7154に組み替えられた7101編成と7102・7103・7105編成の8両が使用されている。

## 車番対照表
| 7000形   | 7000形   | 7000形               |  | 7010・7020形 | 7010・7020形 | 7010・7020形 |  | 7100・7150形 | 7100・7150形 | 7100・7150形  |
| 弘南車番 | 東急車番 | 備考                 |  | 弘南車番     | 東急車番     | 備考         |  | 弘南車番     | 東急車番     | 備考          |
| -------- | -------- | -------------------- |  | ------------ | ------------ | ------------ |  | ------------ | ------------ | ------------- |
| デハ7031 | デハ7031 |                      |  | デハ7011     | デハ7013     |              |  | デハ7101     | デハ7141     |               |
| デハ7032 | デハ7032 |                      |  | デハ7012     | デハ7025     |              |  | デハ7102     | デハ7143     |               |
| デハ7033 | デハ7033 | 水間鉄道デザイン車両 |  | デハ7013     | デハ7029     |              |  | デハ7103     | デハ7109     |               |
| デハ7034 | デハ7034 | 水間鉄道デザイン車両 |  | デハ7021     | デハ7014     |              |  | デハ7104     | デハ7169     | 1999年6月廃車 |
| デハ7037 | デハ7037 |                      |  | デハ7022     | デハ7026     |              |  | デハ7105     | デハ7153     |               |
| デハ7038 | デハ7038 |                      |  | デハ7023     | デハ7030     |              |  | デハ7151     | デハ7142     | 1999年6月廃車 |
| デハ7039 | デハ7039 | 桜ミクラッピング車両 |  |              |              |              |  | デハ7152     | デハ7144     |               |
| デハ7040 | デハ7040 | 桜ミクラッピング車両 |  |              |              |              |  | デハ7153     | デハ7108     |               |
|          |          |                      |  |              |              |              |  | デハ7154     | デハ7154     |               |
|          |          |                      |  |              |              |              |  | デハ7155     | デハ7122     |               |